# Gregory Stanton
Gregory H. Stanton es el fundador en 1999 del "Genocide Watch", el fundador y director del Proyecto del Genocidio Camboyano y el presidente de la Campaña Internacional para Terminar con los Genocidios. the founder (1981) and director of the Cambodian Genocide Project, Es, además, vicepresidente (2005-2007) de la Asociación Internacional de Estudiosos de Genocidios.
El doctor Stanton sirvió en el Departamento de Estado (1992-1999) en donde compuso las resoluciones del Consejo de Seguridad de las Naciones Unidas que crearon el Tribunal Internacional de Crímenes en Ruanda, la Comisión de Investigaciones de Burundi y otros en el continente africano. También compuso las resoluciones de las Operaciones Pacifistas de las Naciones Unidas que ayudaron a finalizar la guerra civil en Mozambique. En 1994 Stanton ganó el premio W. Averel Harriman de la Asociación de Servicios Exteriores de los Estados Unidos por su contribución a la diplomacia internacional. Escribió las opciones del Departamento de Estado para llevar a los Jemeres Rojos a un tribunal internacional.
Desde que dejó el Departamento de Estado en 1999 y fundó el Genocide Watch, Stanton se ha relacionado en las negociaciones entre Naciones Unidas y el gobierno de Camboya para llevar a los Jemeres Rojos ante un tribunal internacional, y por ello ha trabajado en la recolección y clasificación de evidencias y en las maneras de proceder. Entre 1999 y 2000 trabajó en el Grupo de Trabajo de Washington para la Corte Penal Internacional.
Antes de unirse al Departamento de Estado, Stanton fue consejero legal de RUKH, el movimiento independentista ucraniano, trabajo por el cual fue llamado el Hombre del Año 1992 por el Congreso Ucraniano estadounidense. Fue el presidente de la Asociación Juvenil de Abogados, División de Derechos Humanos y miembro de la A.B.A, Comité "Un mundo bajo la legalidad".

## Obra

### Algunas publicaciones
- GenocideWatch.org

### Libros
- The Eight Stages of Genocide: How Governments Can Tell When Genocide Is Coming and What They Can Do To Stop It (forthcoming, Woodrow Wilson Center Press)

### Artículos
- Factors Facilitating or Impeding Genocide (PDF)
- End Imperial Impunity In These Times magazine, diciembre de 1999
- Twelve Ways To Deny A Genocide, septiembre de 2004
- Eight Stages of Genocide Mural Painted in Belfast, septiembre de 2004
- Five Misconceptions About Using The Word Genocide
- Early Warning in Encyclopedia of Genocide and Crimes against Humanity, 2005
- Facing Mass Murder in Zimbabwe, with Kevin Engle, agosto de 2005
- Seeking Justice in Cambodia
- The Genocide Prevention Center: A Proposal, marzo de 2004

## Enlaces
- Bio at Cambodian Genocide Project
- Bio at Armenian Foreign Ministry

- Biografía en el website de George Mason University

- Biografía en el Armenian Foreign Ministry